# Bão Man-yi (2024)
Bão Man-yi (tên gọi ở Philippines là Bão Pepito, được Việt Nam định danh là bão số 9 năm 2024) là một xoáy thuận nhiệt đới trong Mùa bão Tây Bắc Thái Bình Dương 2024. Man-yi trở thành hệ thống bão nhiệt đới thứ sáu liên tiếp đổ bộ vào Philippines trong vòng hơn một tháng, sau Bão Trami, Kong-rey, Yinxing, Toraji và Usagi. Ngoài ra, đây là lần đầu tiên kể từ khi bắt đầu có các ghi chép từ năm 1951, có bốn cơn bão được đặt tên cùng tồn tại vào tháng 11 ở Tây Bắc Thái Bình Dương.
Là cơn bão thứ 24 được đặt tên và là siêu bão thứ 6 trong mùa bão Tây Bắc Thái Bình Dương 2024, Man-yi bắt nguồn từ một vùng đối lưu cách đảo san hô Kwajalein 220 km (140 mi) về phía đông vào ngày 8 tháng 11. Man-yi đổ bộ lần đầu vào Panganiban, Catanduanes vào ngày 16 tháng 11. Ngày 17 tháng 11, Man-yi đổ bộ lần thứ hai vào Dipaculao, Aurora, trên đảo Luzon, và đi vào Biển Đông, trở thành bão số 9 ở Việt Nam vào tối cùng ngày theo giờ Việt Nam.
Nhìn chung, Man-yi khiến 14 người chết, 15 người bị thương và gây thiệt hại khoảng 65 triệu USD, đặc biệt ở Catanduanes và Nueva Vizcaya.

## Lịch sử khí tượng
Bão Man-yi hình thành từ một vùng đối lưu cách đảo san hô Kwajalein 220 km (140 mi) về phía đông, với hình ảnh vệ tinh cho thấy một trung tâm hoàn lưu tầng thấp có tổ chức hơn và một vùng đối lưu sâu duy trì ở ngoại vi phía tây nam vào ngày 8 tháng 11. Đến 09:00 UTC, Trung tâm Cảnh báo Bão Liên hợp Hoa Kỳ (JTWC) đã ban hành cảnh báo hình thành xoáy thuận nhiệt đới đối với nhiễu động này, chỉ ra môi trường thuận lợi cho sự phát triển do cường độ gió đứt theo phương thẳng đứng từ thấp đến trung bình, sự phân kỳ tốt ở trên cao và nhiệt độ bề mặt biển ấm là 29–30 °C (84–86 °F). Cục Khí tượng Nhật Bản (JMA) đã chỉ định sự nhiễu động này là một vùng áp thấp vào cùng ngày, và ngày hôm sau, nó được nâng cấp thành áp thấp nhiệt đới. Sau đó cùng ngày, JTWC đã chỉ định tên hệ thống này là 25W, chỉ ra đây là một hệ thống đang hợp nhất với các dải hình thành bao quanh từ phía bắc và một lõi trung tâm lạnh đang sâu dần, che khuất hoàn lưu tầng thấp.

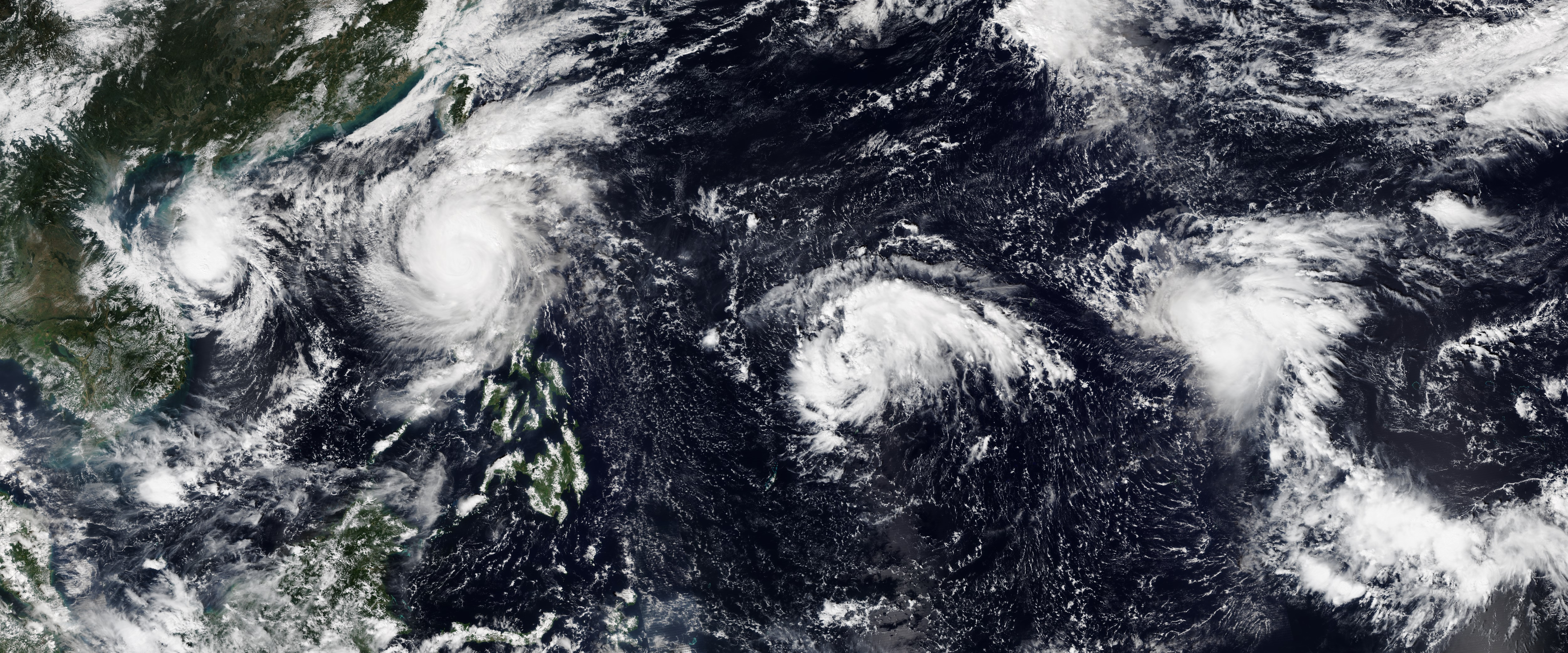
Bốn cơn bão nhiệt đới hoạt động đồng thời vào ngày 11 tháng 11. Từ trái sang phải: Yinxing, Toraji, Usagi và Man-yi, lần đầu tiên xuất hiện kể từ năm 1951.

Khi di chuyển về phía tây bắc dọc theo rìa phía nam của một áp cao cận nhiệt đới tầng trung, JMA đã nâng cấp hệ thống này thành bão nhiệt đới có tên là Man-yi vào lúc 06:00 UTC cùng ngày, với hình ảnh vệ tinh cho thấy một hệ thống rất chắc đặc và trung tâm hoàn lưu tầng thấp lộ ra một phần ở rìa phía tây bắc của một khối mây nhỏ dày đặc ở trung tâm. Man-yi bao quanh các góc phần tư phía bắc và phía đông của trung tâm hoàn lưu, trở nên dữ dội hơn khi cấu trúc thẳng đứng tiếp tục thẳng hàng. Hệ thống trở nên mất tổ chức, với sự đối lưu dịch chuyển về phía đông nam, nhưng cuối cùng nó đã hợp nhất, bằng chứng là các đỉnh mây làm mát trong lớp phủ lạnh trung tâm và một vòng quấn chặt của dải phụ xung quanh trung tâm hoàn lưu bị che khuất, khi hệ thống đi qua Guam vào ngày 13 tháng 11. Sáng sớm hôm sau, JMA đã nâng cấp nó bão nhiệt đới dữ dội, trích dẫn kỹ thuật Dvorak—phương pháp xác định cường độ bão nhiệt đới dựa trên hình ảnh vệ tinh. Sau đó, nó di chuyển vào Khu vực trách nhiệm của Philippines, nơi Cục quản lý Thiên văn, Địa vật lý và Khí quyển Philippines (PAGASA) đặt tên cho nó là Pepito. Cơn bão cho thấy các đỉnh mây làm mát ở vùng lạnh trung tâm của nó, với các dải mưa trở nên rõ ràng hơn và thắt chặt xung quanh sự hình thành của một mắt bão đang phát triển. Ngày 15 tháng 11, JMA nâng cấp cơn bão thành bão cuồng phong tối thiểu trước khi JTWC làm tương tự, với hình ảnh vệ tinh cho thấy bức tường mắt bão đối xứng bao quanh một mắt bão hình thuôn dài và các dải xoắn ốc kéo dài trên bán nguyệt phía đông.
Sáng sớm ngày 16 tháng 11, JTWC đã nâng cấp hệ thống lên trạng thái siêu bão cuồng phong, với sức gió duy trì tối đa trong 1 phút ước tính là 260 km/h (160 mph), khiến nó trở thành siêu bão tương đương Cấp 5 trên thang bão Saffir–Simpson. Trong khi đó, JMA nâng cấp Man-yi lên thành bão cuồng phong dữ dội, ước tính cường độ cực đại của nó với áp suất trung tâm tối thiểu là 920 hPa (27,17 inHg) và sức gió duy trì tối đa trong 10 phút là 195 km/h (120 mph). Bão được đặc trưng bởi một khối mây dày đặc ở trung tâm gần như đối xứng, kéo dài 98–115 dặm (157–185 km), với đỉnh mây lạnh nhất vào khoảng −72 °C (−98 °F). Khi di chuyển về phía tây-tây bắc, Man-yi đổ bộ vào Panganiban, Catanduanes vào khoảng 9:40 tối PHT (13:40 UTC) ngày 16 tháng 11. Sau khi đổ bộ vào Catanduanes, hệ thống này có vẻ ngoài suy yếu đôi chút, với bán nguyệt phía tây trở nên kém tổ chức hơn và đỉnh mây ấm lên khi nó đi qua phía bắc quần đảo Calaguas. Tuy nhiên, sau đó mắt bão đã trở nên rõ nét hơn và cấu trúc có vẻ đã phục hồi, với bức tường mắt bão thứ cấp đang phát triển, cho thấy hệ thống đang trong quá trình thay thế bức tường mắt bão, mặc dù chu trình này không thể hoàn thành. Ngày 17 tháng 11, Man-yi đổ bộ lần thứ hai ở Dipaculao, Aurora, trên đảo Luzon vào khoảng 3:20 chiều PHT (07:20 UTC), và nhanh chóng di chuyển vào đất liền.
Bão Man-yi tăng tốc về phía tây bắc qua Biển Đông, với trung tâm hoàn lưu tầng thấp của nó bị lộ ra một phần và các dải đối lưu bị phân mảnh xuất hiện dọc theo rìa phía nam và phía đông của hệ thống. Hình ảnh vệ tinh cho thấy hệ thống suy yếu nhanh chóng, với trung tâm hoàn lưu tầng thấp tiếp xúc một phần với luồng đối lưu sâu dữ dội ở phía nam, khiến JMA báo cáo rằng cơn bão đã suy yếu thành bão nhiệt đới dữ dội vào lúc 12:00 UTC ngày 18 tháng 11. Đối lưu sâu liên quan đến Man-yi có thể bao quanh, được thúc đẩy bởi dòng cục bộ từ hoạt động đối lưu, khi nó di chuyển về phía tây-tây bắc dọc theo rìa phía tây nam của một áp cao cận nhiệt đới ở tầng trung. Man-yi nhanh chóng suy yếu khi cơn bão gặp phải một đợt xâm nhập lạnh đông bắc ở tầng thấp trên khắp phía bắc Biển Đông và trải qua sự tăng lên của gió đứt thẳng đứng. Cơn bão hầu như bị bộc lộ ra và chìm trong trường tầng tích liên quan đến đợt xâm nhập lạnh đông bắc, dẫn đến việc JMA báo cáo rằng nó suy yếu thành một cơn bão nhiệt đới vào ngày 19 tháng 11. Hệ thống này trở nên bộc lộ hoàn toàn, với đối lưu trung tâm bị bào mòn hoàn toàn. JTWC ban hành cảnh báo cuối cùng vào cùng ngày khi hệ thống suy yếu thành áp thấp nhiệt đới, trong khi JMA tiếp tục theo dõi nó cho đến khi ghi nhận lần cuối vào lúc 06:00 UTC ngày 20 tháng 11.

## Chuẩn bị

### Quần đảo Mariana
Một cảnh báo bão nhiệt đới đã có hiệu lực trên Quần đảo Mariana vào ngày 12 tháng 11, khi Man-yi nằm cách Guam khoảng 330 mi (530 km) về phía đông. Sở Giáo dục Guam đã hủy các lớp học và các cơ quan chính phủ bắt đầu chuẩn bị cho cơn bão khi Man-yi đến gần. Một tình trạng khẩn cấp đã được ban bố khi Guam chuẩn bị cho sự xuất hiện của cơn bão. Một cảnh báo lũ lụt đã được ban hành cho một số khu vực của Guam và Bắc Mariana.

### Philippines

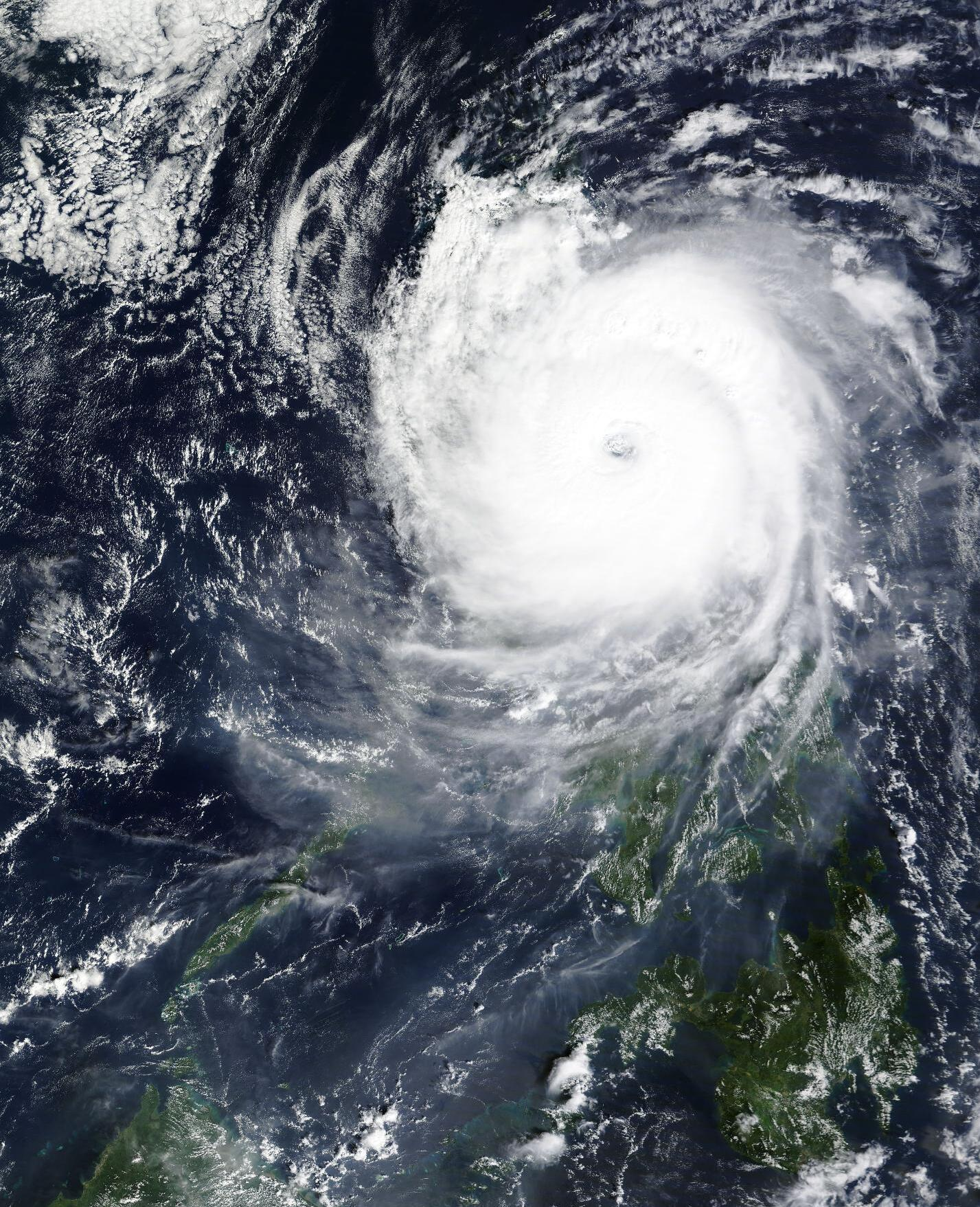
Bão Man-yi đang tiến gần đến Philippines vào ngày 17 tháng 11

Cục quản lý Thiên văn, Địa vật lý và Khí quyển Philippines (PAGASA) cảnh báo nước dâng do bão ảnh hưởng đến Thung lũng Cagayan, Trung Luzon, Calabarzon, Mimaropa, Vùng Bicol và Đông Visayas. Hội đồng quản lý và nhượng quyền vận tải đường bộ đã ra lệnh đình chỉ hoạt động vận tải hành khách và hàng hóa thương mại đường bộ đi qua cảng Matnog, nơi kết nối Luzon với Visayas và Mindanao. Sau đó, lệnh này được mở rộng thành lệnh đình chỉ bao gồm cả các chuyến xe buýt đến Khu vực Bicol và khuyến cáo không nên đi lại không cần thiết đến Bicol, Trung Luzon, Metro Manila và Calabarzon. Hơn 650.000 người đã được sơ tán trên toàn quốc. Ngày thứ hai trong buổi hòa nhạc Grand Biniverse của Bini, dự kiến diễn ra vào ngày 17 tháng 11 tại Araneta Coliseum ở Thành phố Quezon, thay vào đó đã được chuyển sang ngày 19 tháng 11. Việc mua sắm hoảng loạn đã xảy ra ở Tacloban, Ligao và Nabua, trong khi ở Virac, Catanduanes, người dân xếp hàng quanh một cửa hàng kim khí phát miễn phí ván ép và các vật liệu khác để chặn gió mạnh. Bộ Y tế đã ban hành cảnh báo mã trắng, trong khi Lực lượng Vũ trang Philippines đặt một số đơn vị của họ vào tình trạng báo động đỏ. Lệnh giới nghiêm đã được áp dụng ở Naga, Camarines Sur, trong khi điện đã được tắt trước ở Catanduanes. Một trạng thái báo động đỏ đã được ban bố ở Malabon và Baguio, trong khi chính quyền khuyến cáo không nên đi lại không cần thiết tới Baguio và Benguet. Việc đánh số biển số xe đã bị đình chỉ ở Baguio. Đường Villa Verde nối Pangasinan với Nueva Vizcaya đã bị đóng cửa vì nguy cơ lở đất.

## Tác động

Bão Man-yi đổ bộ vào Panganiban, Catanduanes ngày 16 tháng 11

Văn phòng Phòng vệ Dân sự báo cáo rằng một số khu vực ở Vùng Bicol đã hứng chịu tình trạng nước dâng do bão khi cơn bão Man-yi tiến gần, với một số tòa nhà bị ngập lụt. Một số cây bị đổ và một số ngôi nhà bị hư hại ở San Andres, Catanduanes, khi Man-yi đi qua khu vực này. Lực lượng bảo vệ bờ biển Philippines (PCG) báo cáo rằng có 4.784 người bị mắc kẹt tại các cảng trên khắp cả nước. Một số khu vực của Isabela, Aurora và Nueva Ecija mất điện do của Man-yi. Mười ba con đường ở Quirino bị ngập lụt. Nueva Vizcaya chịu thiệt hại nặng nề sau khi sông Magat tràn bờ. Thống đốc Catanduanes cho biết chính quyền tỉnh Sorsogon sẽ cung cấp viện trợ cho Catanduanes sau khi bão Man-yi tàn phá. Tình trạng mất điện ở Catanduanes dự kiến sẽ kéo dài trong nhiều tháng.
Tính đến  ngày 17 tháng 11 năm 2024, Hội đồng Quản lý và Giảm thiểu Rủi ro Thiên tai Quốc gia (NDRRMC) báo cáo rằng 852.475 người bị ảnh hưởng, với 111.658 người phải di dời khỏi nhà cửa. Thiệt hại về nông nghiệp ở Philippines lên tới 266 triệu ₱ (5,4 triệu USD), trong khi thiệt hại về cơ sở hạ tầng lên tới 709 triệu ₱ (14,4 triệu USD), tổng cộng là 975 triệu ₱ (19,8 triệu USD). Một người được báo cáo đã tử vong sau khi gặp tai nạn xe cộ do dây internet bị đứt ở Daet và hai người được báo cáo là bị thương trong các vụ việc riêng biệt ở Aurora. Bảy người thiệt mạng và ba người bị thương trong vụ lở đất ở Ambaguio, Nueva Vizcaya. Ba người khác mất tích sau khi túp lều của họ bị dòng nước sông mạnh cuốn trôi ở Nueva Ecija. Hai người đã thiệt mạng trong một trận lở đất ở Ifugao. Một tảng đá đã phá hủy một ngôi nhà ở Dipaculao, chôn sống ba người. Ít nhất 8.000 ngôi nhà bị hư hại hoặc phá hủy, hơn 100 thành phố và thị trấn bị mất điện do cột điện bị đổ.

## Hệ quả
Không quân Philippines đã triển khai một số đơn vị và đặt một số đơn vị khác vào chế độ chờ để cung cấp hỗ trợ nhân đạo và ứng phó thảm họa sau cơn bão Man-yi. Tình trạng thảm họa đã được ban bố ở Aurora. Lực lượng bảo vệ bờ biển Philippines đã mở một đợt quyên góp cho những người bị ảnh hưởng bởi cơn bão. Bộ Giáo dục đã ra lệnh thực hiện ngay các Phương thức cung cấp dịch vụ thay thế tại các khu vực bị ảnh hưởng bởi cơn bão Man-yi.